# WHATWG
O Web Hypertext Application Technology Working Group (WHATWG) é um grupo de trabalho de pessoas interessadas na evolução do HTML e as tecnologias ligadas a tal. Diferente do independente World Wide Web Consortium (W3C) o WHATWG é mantido por pessoas ligadas a entidades e empresas como a Mozilla Foundation, Opera Software ASA e Apple Inc., entre outros.
O WHATWG surgiu em junho de 2004 com o intuito de acelerar o lento avanço dos padrões da Web, também é responsável por mantê-los atualizados, de forma que todos os usuários possam navegar independente das suas necessidades especiais ou browser utilizado. Qualquer pessoa pode participar como colaborador, o requisito é apenas ter o email cadastrado no domínio da W3C. Seus projetos principais são:
- HTML5
- Web Controls 1.0
- Web Workers
- Web Forms 2.0 (Formulários Web 2.0)